# 데프터
데프터(Defter)는 오스만 제국에서 사용된 세금 기록부이자 토지대장이다. 이들의 내용은 다양했지만 주로 tahrir defterleri에는 마을, 주거지, 가구주, 민족, 종교가 기록되었고, defter-i hakâni는 세금관리에도 쓰이는 토지대장이었다. 이 문서들은 지역 사회의 구조와 경제적 상황을 이해하는 데 중요한 자료로 여겨지며, 역사 연구에 있어 귀중한 정보이다.